# أكاديمية جورج واشنطن (المغرب)
أكاديمية جورج واشنطن (بالإنجليزية: George Washington Academy)‏ هي مدرسة أميركية خاصة من مستوى رياض الأطفال إلى الثانوية في مدينة الدار البيضاء المغربية. 

## خلفية
افتتحت سنة 1998 باثنين وخمسين طالبا؛ اليوم، جورج واشنطن أكاديمي لها أكثر من 830 طالبا من ستين جنسيات وطنية. المدرسة منظمة لا تسعى للربح تعترف بها كل من الحكومة المغربية والحكومة الأميركية كمدرسة أميركية معتمدة.

## مجمع
مجمع المدرسة تبلغ مساحته خمسة هكتارات ويقع خارج مدينة الدار البيضاء، بمسافة خسمة كم من مول المغرب.

## بنية قانونية
مدرسة جورج واشنطن أكاديمي هي مشروع من منظمة أجنبية غير ربحية مسجلة في المغرب وليست قائمة كعنصر مستقل قانونيا.

## وصلات خارجية
- أكاديمية جورج واشنطن